# Ruth Greenglass
Ruth Greenglass (née Ruth Printz le 30 avril 1924 à New York, et morte le 7 avril 2008 à New York) était la belle-sœur d'Ethel et Julius Rosenberg. Elle a fourni un témoignage clé dans le procès qui a abouti à la condamnation à mort des époux Rosenberg.

## Biographie
Ruth Printz a grandi dans le même quartier que son futur mari, David Greenglass. Bien qu'ils aient été très jeunes alors, ils voulurent se marier avant que David ne soit incorporé dans l'US Army. La cérémonie a eu lieu durant le mois de novembre 1942, quand David avait 20 ans et Ruth seulement 17. Les époux étaient tous deux intéressés par la politique et rejoignirent la Ligue des Jeunes Communistes.
David fut incorporé en 1943, et Ruth tenta de le voir le plus possible, même après qu'il eut rejoint l'armée. En novembre 1944, Ruth quitta New York pour voir son mari à Albuquerque, au Nouveau-Mexique, alors qu'il travaillait en tant que technicien sur le Projet Manhattan au laboratoire de Los Alamos. C'est pendant cette visite que Ruth demanda à David de transmettre toutes les informations auxquelles il avait accès à Julius Rosenberg, le beau-frère de David.
Quand le FBI questionna David à propos d'un soupçon d'activités d'espionnage, il accepta de parler et d'être un témoin contre les Rosenberg, en échange de l'immunité de Ruth, afin qu'elle puisse rester chez elle et s'occuper de leurs deux enfants. Au procès, Ruth témoigna qu'Ethel Rosenberg avait tapé les notes que David lui avait fournies, impliquant Ethel dans l'affaire. Elle témoigna également que c'était Julius et Ethel qui lui avaient demandé de convaincre son mari d'espionner.
Ruth rejoignit son mari après qu'il eut été libéré de prison en 1960, et ils vécurent à New York sous des noms d'emprunt, avec leurs enfants. Elle est décédée le 7 avril 2008, mais sa mort ne fut révélée que le 23 juin de la même année.